# Astrónomo

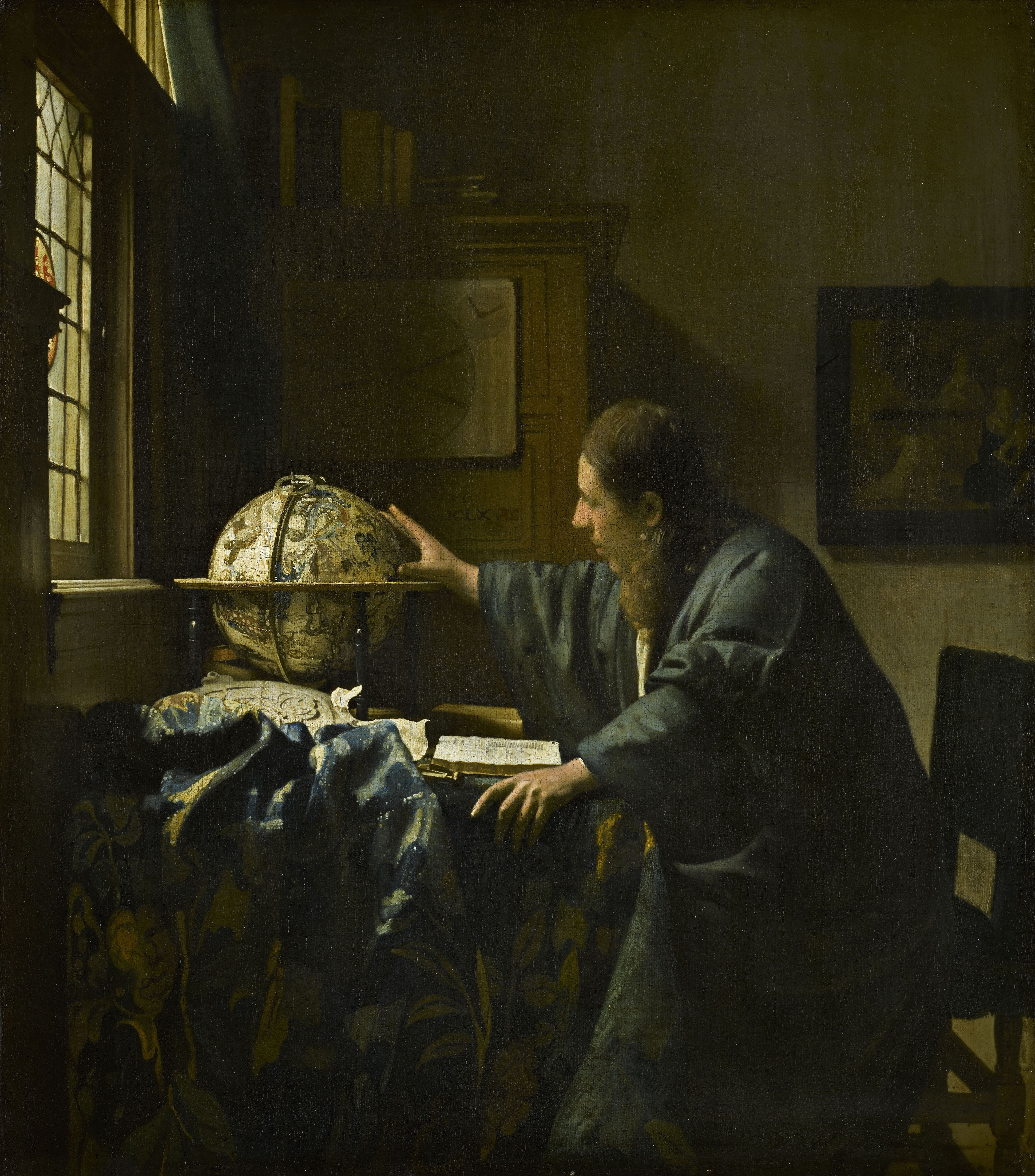
El astrónomo (c. 1668), de Vermeer.

Un astrónomo es un científico cuya área de investigación es la astronomía. A diferencia de la mayoría de científicos, los astrónomos no pueden manipular directamente los objetos que estudian, y deben hacer uso de detalladas observaciones para realizar sus descubrimientos, utilizando por lo general telescopios y otros instrumentos ópticos.
Se considera que la astronomía tiene su origen en los sacerdotes de la antigua Babilonia. Estudios recientes de las inscripciones babilónicas muestran el conocimiento extremadamente preciso que poseían de su cielo nocturno. Los sacerdotes del Antiguo Egipto también hacían especial hincapié en la observación del cielo, quedando reflejado en los denominados techos astronómicos, dibujados en muchas tumbas del Valle de los Reyes.

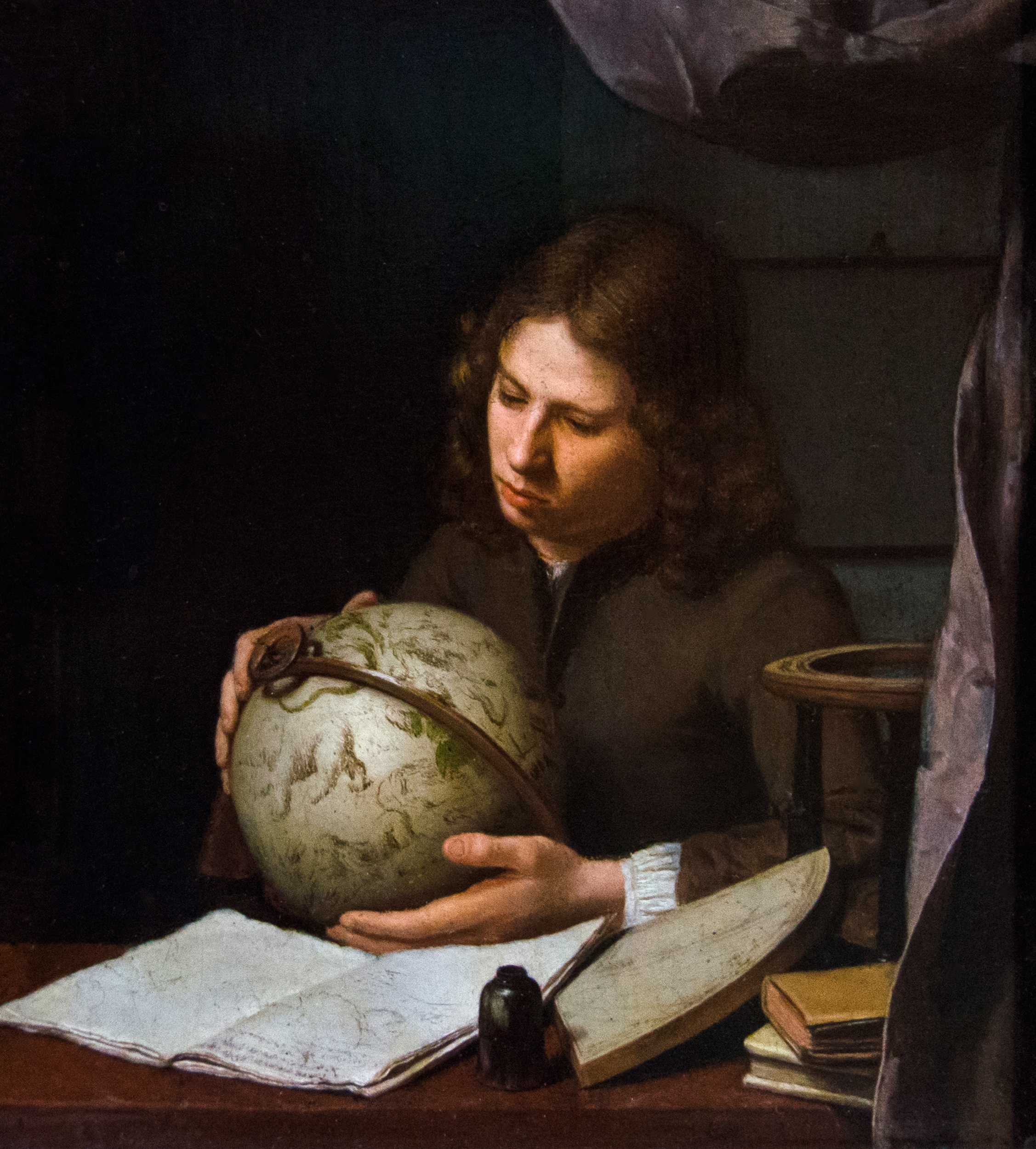
Un joven astrónomo (c. 1685), de Olivier van Deuren.

La combinación de las interpretaciones religiosas del cielo, como leyendas y mitos, conducen a una dualidad que hoy en día se identifica con la astrología. Cerca del 1750, aproximadamente, no se hacía distinción entre astronomía y astrología.[cita requerida]